# 费利齐安·斯瓦沃伊·斯克瓦德科夫斯基
费利齐安·斯瓦沃伊·斯克瓦德科夫斯基（波蘭語：Felicjan Sławoj Składkowski，波蘭語發音：[fɛˈlit͡sjan ˈswavɔj skwatˈkɔfskʲi]，1885年6月9日—1962年8月31日），是波兰第二共和国时期的军人、政治家和医生，他曾于1936年至1939年间担任波兰总理。1939年9月第二次世界大战爆发后，波兰遭到德国入侵。他于9月17日率领政府转移到罗马尼亚境内，但被罗马尼亚政府拘留，之后辞去总理职务。